# Hissor

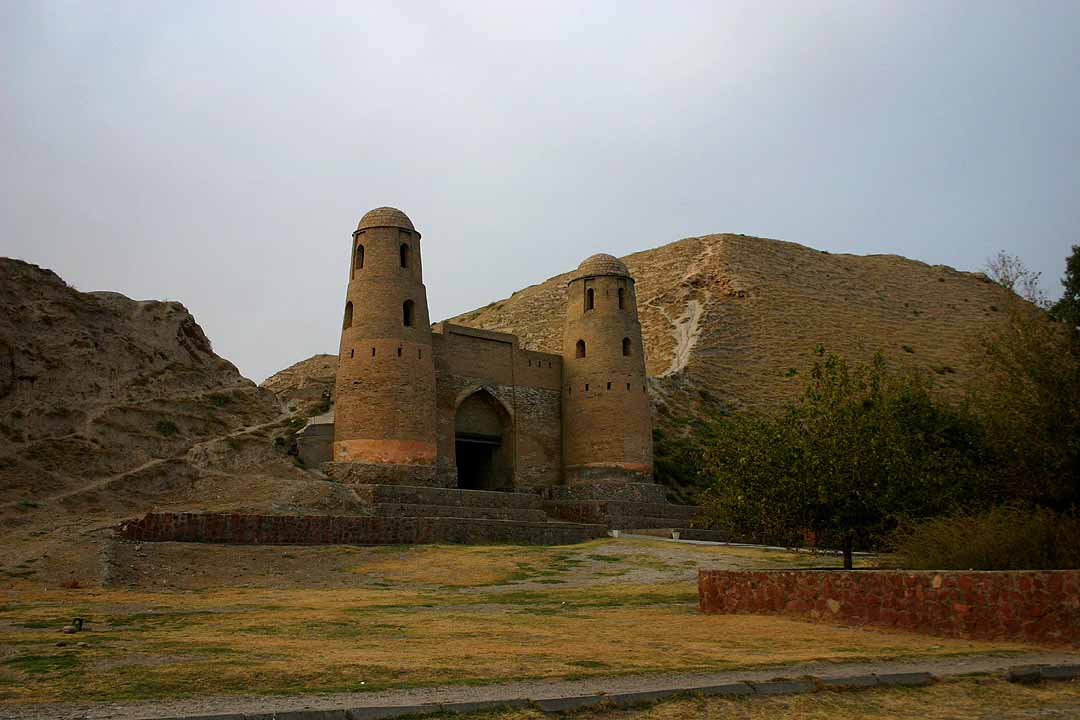
Blick auf die Festung von Hissor

Hissor (tadschikisch Ҳисор Hissor; russisch Гиссар/Gissar) ist eine Stadt in Tadschikistan mit 23.000 Einwohnern. Sie befindet sich etwa 25 km westlich der Hauptstadt Duschanbe. Die Stadt ist Zentrum des Bezirks Hissor.

## Geographie
Die Stadt liegt im nach ihr benannten dicht besiedelten und fruchtbaren Hissartal bei etwa 800 bis 825 m ü. NN. Das Klima ist stark kontinental. Durchflossen wird die Stadt vom Fluss Chanaka, einem Nebenfluss des Kofarnihon. Das gesamte Stadtgebiet umfasst etwa 9,6 km².

## Geschichte
In prähistorischer Zeit bis um etwa 2000 v. Chr. war die Gegend um Hissor von Trägern der Hissar-Kultur bewohnt, einer spätneolithischen Kulturgruppe, die vor allem in den Flusstälern des Kofarnihon und des Wachsch im Südwesten Tadschikistans verbreitet war.
Im 18. und 19. Jahrhundert gehörte die Ortschaft zum Einflussbereich des Emirats Buchara (Ost-Buchara), dessen Herrscher hier eine große Festung erbauen ließen. Diese wurde dann im Jahr 1921 von der Roten Armee erobert.
Im Jahre 1929 wurde Hissor an die Eisenbahnstrecke Duschanbe–Termiz angeschlossen. Der entsprechende Bahnhof erhielt den Namen „Chanaka“.
Erst am 26. Juni 1991 nach der Unabhängigkeit des Landes Tadschikistan erhielt Hissor das Stadtrecht und wurde zum Zentrum des gleichnamigen Rajons. Im Jahr 2005 wurde der Ort als stadtartige Siedlung (шахрак) neustrukturiert.

## Sehenswürdigkeiten
Bedeutendstes Bauwerk der Stadt ist die Festung. Sie wurde im 18. Jahrhundert als Sommerresidenz der Emire von Buchara angelegt und im 19. Jahrhundert stark erweitert. Heute besteht sie aus zwei hohen Hügeln. Gut erhalten ist die Festungsmauer, die bis zu einem Meter dick ist und Schießscharten enthält, und das große Eingangstor. Dieses umfasst zwei konische Türme, die den Eingangsbogen einrahmen.
Vor dem Eingangstor der Festung befindet sich der Registan. Die andere Seite dieses Platzes wird von zwei Medressen eingenommen, eine ältere zweistöckige aus dem 18. und eine jüngere, heute allerdings weitgehend zerstörte aus dem 19. Jahrhundert. Die alte Medresse hat einen großen Innenhof, wo sich Eingänge zu den zellenartigen Räumen (chudschr) befinden. Bis zu Beginn des 20. Jahrhunderts wurden hier rund 100 bis 150 Koranschüler unterrichtet. Heute beherbergt die ältere Medresse ein kleines Museum, in dem lokale Kleidungsstücke, Keramik und Schmuck ausgestellt ist, und eine Bibliothek. Hinter den Medressen befindet sich das Mausoleum von Machtumi Azam (pers. für „Großer Meister“), einem islamischen Lehrer des 16. Jahrhunderts, wahrscheinlich der Hodscha Mohammed Chaivoki.
Ein weiteres bedeutender Gebäude ist die Sangin-Moschee, ein Steinbau aus dem 12. bis 16. Jahrhundert.

## Persönlichkeiten
- Ildar Ahmadijew (* 2000), Leichtathlet